# Spirodela polyrhiza
La lenticchia di palude o lenticchia d'acqua maggiore (Spirodela polyrhiza (L.) Schleid.) è una pianta acquatica della famiglia delle Araceae.

## Descrizione
È una pianta acquatica flottante che forma grandi colonie sulla superficie delle acque.
Le foglie arrotondato-ovali, larghe 5–10 mm, sono più grandi di quelle di Lemna minor, con cui spesso condivide gli habitat, di colore verde glauco e arrossate inferiormente e talora anche sui margini della faccia superiore, con 5-15 nervature ben evidenziate.
Le radici sono corte e a forma di pennello.

## Distribuzione e habitat
Ha una distribuzione cosmopolita.